# 曼氏鋸脂鯉
曼氏鋸脂鯉（学名：Serrasalmus manueli），又叫辛古水虎魚，為锯脂鲤属的一個種。屬於食人魚的一種，分布於南美洲亞馬遜河及奧里諾科河流域，體長可達36公分，棲息在底中層水域，生活習性不明，可作為觀賞魚。

## 扩展阅读
維基物種上的相關：曼氏鋸脂鯉